# Grafheuvel Vaalserberg
De grafheuvel op de Vaalserberg is een grafheuvel gelegen in Nederlands Zuid-Limburg ten zuiden van Vaals. Ze ligt op de Vaalserberg zo'n 300 meter ten noorden van het drielandenpunt.
Het gaat om één solitaire heuvel die dateert uit de periode van het neolithicum en/of de bronstijd.
De grafheuvel is een rijksmonument.